# الكريب

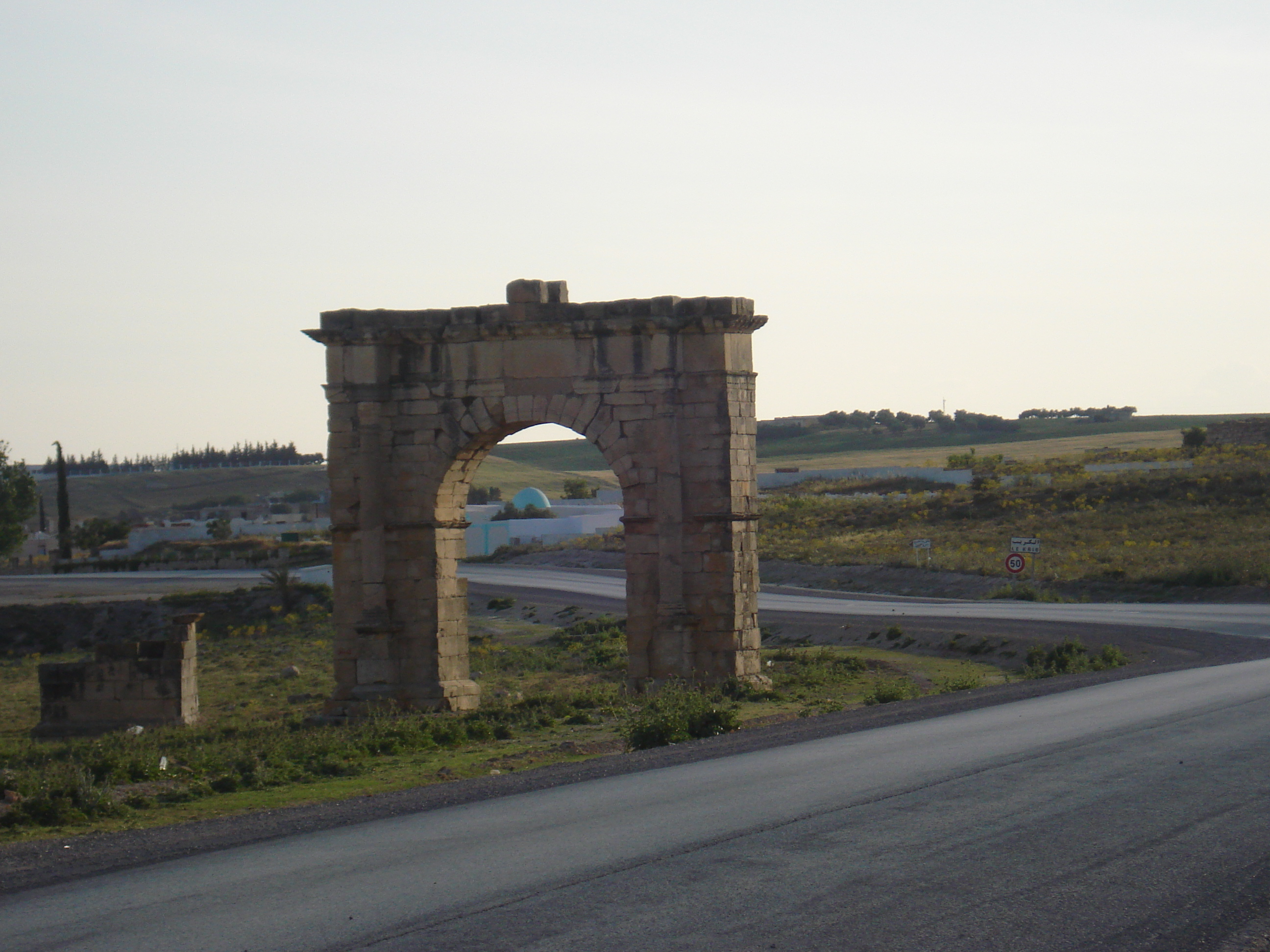
مدخل مدينة الكريب

الكريب إحدى مدن الجمهورية التونسية، مركز بلدية يحمل نفس الإسم ، تقع في ولاية سليانة في إقليم الشمال الغربي، يبلغ عدد سكانها اكثر من 7000 نسمه طبقاً لتعداد 2014.
يغلب على المدينة الطابع فلاحي نظرا لخصوبة أراضيها و وفرة التساقطات.كما تتميز بانتشار الآثار الرومانية 

## أصل التسمية
لم تتوفّر أيّ معلومات مرجعيّة حول أصل تسمية المدينة (الكريب) لذلك وبالاعتماد على الرواة تطرح العديد من الاحتمالات، 
يقال أنّها سمّيت بالكريب نسبة لقبيلة قدمت من منطقة باجة بين نهاية القرن الثامن عشر والقرن التاسع عشر واستوطنت في موقع المدينة اليوم وتسمّى هذه القبيلة بنو كريب.
الاحتمال الثاني يقال أنّ المدينة سميت بهذا الاسم نسبة للوليّ الصالح عامر بن كريب وهو من الأوائل الذين استوطنها ومقام هذا الولي الصالح نجده في المدخل الشرقي للمدينة على جانب الطريق الوطنيّة الرابطة بين تونس والكاف ويعرف اليوم بمقام الولي الصالح سيدي عبد ربه.
الاحتمال الثالث وهو الأقرب إلى الصحّة والواقع هوّ أنّ اسم المدينة ارتبط بطابعها الفلاحي.
إذ نجد في لسان العرب كرّب الأرض بمعنى قلّبها للحرث وتتأكد هذه الخاصيّة أيضا من خلال ما تؤكده الفترة الرومانيّة وفترة الاستعمار الزراعي الفرنسي. فالمدينة تتربع وسط مجال فلاحي خصب من حيث امتداد السهول وشساعتها وتربتها الخصبة والأهميّة المناخيّة (كثرة الأمطار).

## العمادات
الكريب الشمالية	
الكريب الجنوبية	
العالية	
الدخانية
برج المسعودي الشمالي	
برج المسعودي الجنوبي	
حمام بياضة الشمالي	
حمام بياضة الجنوبي

## تاريخ المدينة
الجذور التاريخيّة للمدينة والتي تعود إلى العهد الروماني والبيزنطي تؤكد عمق الانتماء الحضاري لمدينة الكريب وقدم التعمير البشري بها. باستثناء الفترة الرومانيّة والبيزنطيّة للمدينة فإنّ أكبر جزء من تاريخها يظلّ غامضا خاصّة الفترة الإسلاميّة وذلك لعدم توفّر المراجع التي تتناول تاريخ المدينة لذلك تمّ الاعتماد على الرواة.
مدينة الكريب نشأت بجانب مدينة موستي الرومانيّة على الطريق الوطنيّة رقم 05 الرابطة بين تونس والكاف.
بالنسبة إلى العهد الإسلامي ليس من الواضح أنّ المدينة عرفت هذه الحقبة من التاريخ فقد تكون جزء من حامية الكاف ولكنّ الثابت استقرار القبائل الهلاليّة فيها ابتداء من القرن السادس للهجرة ويظهر ذلك من خلال غلبة قبيلة دريد الهلاليّة (أولاد سليط، أولاد منّاع، أولاد جوين، أولاد رزق، أولاد بوزيد، كلاع، أولاد عرفة، أولاد بنضياوي، أولاد عوجان) على أغلب سكّانها وسكّان المعتمديات المجاورة "بورويس  وقعفور وتبرسق)... ثمّ استوطنها الأندلسيون القادمون من تبرسق المجاورة في عهد يوسف وعثمان داي (أولاد عبد ربه ومدّورة) وفي عهد البايات الحسينيّة أقطع حمّودة باي جزء منها إلى بعض الطرابلسيون (أحفاد الولي الصّالح بوعرقوب) وإلى أحفاد الولي الصالح بوبكر.وتدل وثائق المجبى في ذلك الوقت على انتشار السكان فيها(أولاد عبيد’ الجواودة) ٌإضافة إلى الغرابة الجزائريون.

## تاريخ احداث البلدية
أحدثت بلدية الكريب بمقتضى أمر عدد 308 لسنة 1968 المؤرخ في 30 سبتمبر 1968 .

## مدينة موستي
مدينة موستي = Mustis Musti
مدينة رومانيّة تأسست في القرن الثاني قبل الميلاد من قبل القائد الروماني ماريوس الذي وطّن أتباعه فيها.تأسست المدينة على رقعة أرضيّة تمسح 14 هكتار بلغ عدد سكّانها 3000 ساكن. هذه الرقعة الأرضيّة أهداها له الإمبراطور الروماني بعد انتصاره على الملك يوغرطة.
المدينة تأسست في شكل مستعمرة ثمّ ارتقت إلى رتبة بلدية Municipium Mustitanum في عهد الإمبراطور الروماني يوليوس قيصر Jules-cesar أو بعد قرنين في عهد الإمبراطور Marc-Aurelle .
توجد موستي على الطريق الأثريّة الرومانيّة الرابطة بين مدينة قرطاج وتبسة.
أكبر جزء من المدينة لم تكشف عنه الحفريات التي بدأت منذ 1959 مع عزّالدين باش شاوش (ممثل تونس في منظّمة اليونيسكو حاليّا). وما تمّ الكشف عنه قوسي النصر على أطراف مدخلي المدينة من الناحية الغربية والشرقيّة أمّا من الداخل فتمّ الكشف عن العديد من المعابد مثل معبد آلهة الحصاد سيريس ومعبد إله الخصب بلوتون ومعبد إله الفنون آبولو كما تمّ الكشف عن ثلاثة صهاريج للمياه والأسواق وحمّامات وساحة الفروم التي كانت تعقد فيها الاجتماعات السياسيّة والعسكريّة بالمدينة إضافة إلى اللّوحات الفسيفسائيّة التي تحتوي رسومات حول النشاط الفلاحي الذي يميّز المدينة إلى اليوم مثل رسومات الزياتين والحبوب.
كشفت الحفريات أيضا عن جزء من المدينة يعود إلى العهد البيزنطي (القرن السادس ميلادي) مثل الكنيسة وحوض التعميد في ديانتهم المسيحيّة والحصن البيزنطي Fortesse Byzantine الذي بناه البيزنطيين بعد السيطرة على المدينة.
و يرجّح الباحثون وجود المسرح بالمدينة من الناحية الشرقيّة لكن لم يكشف عنه بعد.ولا تقتصر المواقع الأثريّة على مدينة موستي إذ تنتشر على طول الطريق الرومانيّة القديمة فعلى بعد 6 كلم توجد مدينة لم ترفع عنها الأتربة بعد وتنتشر فيها النقوش والأعمدة الكورنتية وتسمى «هنشير عين الحجرة» وبالجنوب منها يوجد بقايا جسر على وادي ناجية. وعلى الطريق أيضا وقرب برج المسعودي يوجد هنشير قصر الحجّام.

### مواضيع ذات علاقة
- ولاية سليانة.